# Гароян, Мариос
Мариос Карапет Кароян (греч. Μάριος Καρογιάν, арм. Մարիօս Գարօեան; род. 31 мая 1961, Никосия, Республика Кипр) — кипрский политик, лидер Демократической партии Кипра, председатель Палаты представителей Республики Кипр (2008—2011).

## Биография

### Юность
Мариос Гароян родился 31 мая 1961 года в городе Никосия в семье Карапета и Ортанс Гароянов, предки которых во время геноцида армян в Османской империи бежали из Эрзерума и Аданы сначала в Ливан, а потом на Кипр. Отец был профессиональным футболистом и являлся вратарем сборной Кипра. В молодости Мариос Гароян также играл в футбол, выступал за местный армянский клуб AYMA. Окончил начальную школу «Терра Санта» с углубленным изучением итальянского языка. Родители Мариоса мечтали видеть своего сына медиком, но его больше увлекала политика, а не медицина. В 1979 году Мариос Гароян поступил на факультет политологии университета итальянского города Перуджа. Там он стал одним из основателей и председателем Ассоциации кипрских студентов в Италии «Анагениси».

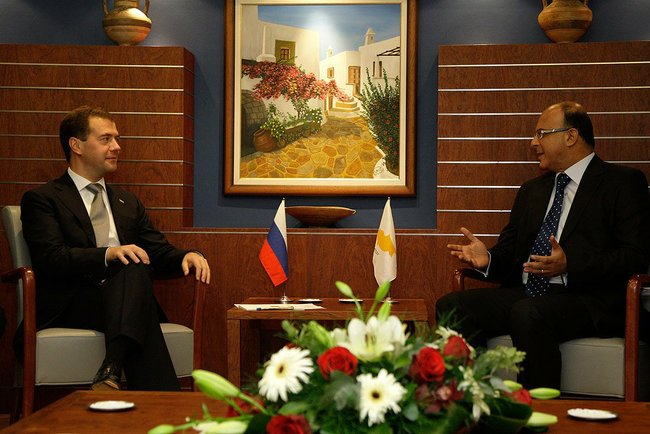
Дмитрий Медведев и Мариос Гароян

### Политическая деятельность
После окончания учёбы Мариос Гароян планировал заняться академической деятельностью. Однако случай изменил его планы. Находившийся с официальным визитом в Италии президент Кипра Спирос Киприану предложил ему вернуться на Кипр, чтобы возглавить молодёжную организацию Демократической партии. Гароян принял это предложение. В 1997 году он был избран членом центрального комитета партии, а потом — секретарем профсоюзной организации партии. При президенте Тассосе Пападопулосе в 2003-2006 годах руководил его пресс-службой, затем был избран депутатом Палаты представителей Кипра. В 2006 году, более 60 % членов Демократической партии проголосовало за Гарояна на выборах лидера партии. В марте 2008 года был избран на должность председателя Палаты представителей Республики Кипр, которую занимал вплоть до 2 июня 2011 года.
Будучи лидером Демократической партии Мариос Гароян уделяет большое внимание армянскому вопросу.
В своих выступлениях он неоднократно озвучивал требование к Турции, признать геноцид армян. Армянским Католикосатом Киликии был награждён орденом «Аспет». В 2009 году за заслуги перед армянской общиной Кипра был назван «Человеком года». В одном из интервью, говоря о своих впечатлениях от поездки на историческую Родину, он отмечал:
Я всегда мечтал побывать в Армении и увидеть родину моих предков. Мать и бабушка много рассказывали мне о геноциде армян в Османской Турции, о том, что пришлось пережить нашей семье. И вы знаете, как только я ступил на армянскую землю, я ощутил необычайный подъём в душе, как будто во мне проснулись невиданные доселе силы, и в сердце проник тёплый луч. Незабываемые ощущения! Обязательно поеду туда ещё!

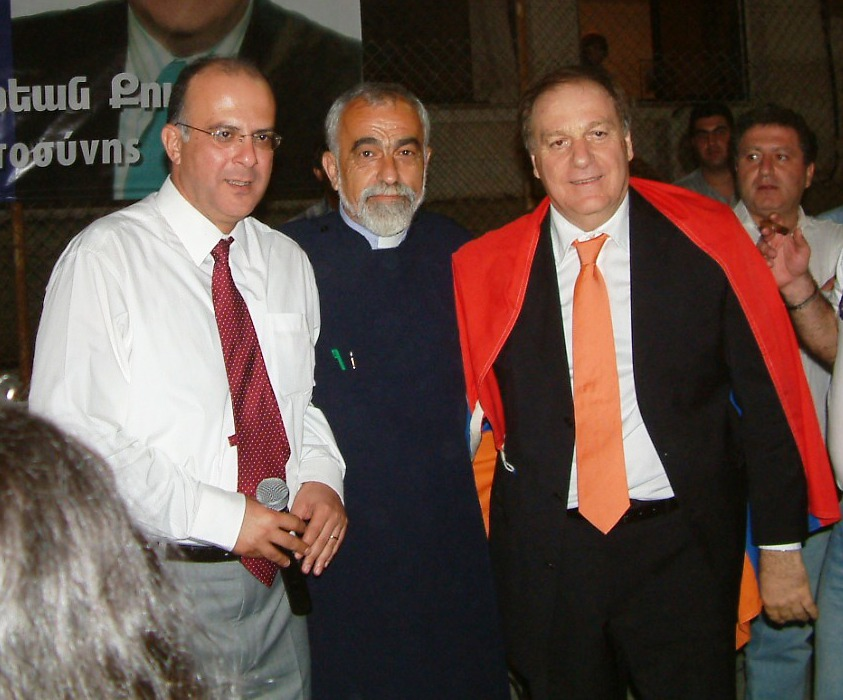
Мариос Гароян (слева) с архиепископом Варужаном и депутатом Варткесом Махдесяном в армянской общине

## Награды
- «Supreme Commander of Honour» (The Hellenic Republic)
- орден «Аспет» (награда Армянского Католикосата Киликии)
- за активную деятельность по реализации национальных проектов Кипра и Греции М. Гароян был награждён почётными медалями.